# کیله گلان
کیله گلان، روستایی از توابع بخش موچش شهرستان کامیاران در استان کردستان ایران است ، این روستا دارای نمایی زیبا است و در 45 کلیومتری شهر سنندج و در      20 کیلومتری شهر دهگلان قرار دارد ، شغل مردم این روستا دامداری و کشاورزی است و از محصولاتی که بهره برداری می شود می توان جو ، گندم ، نخود ، عدس ، سیب زمینی و ... را نام برد ، فامیلی این روستا اکثراً عطایی و کاظمی است

## جمعیت
این روستا در دهستان امیرآباد قرار دارد و براساس سرشماری مرکز آمار ایران در سال ۱۳۸۵، جمعیت آن ۴۰۳ نفر (۹۲خانوار) بوده‌است.